# Orehovica, Zagorje ob Savi
Orehovica este o localitate din comuna Zagorje ob Savi, Slovenia, cu o populație de 121 de locuitori.